# 别赫鲁济·霍贾佐达
别赫鲁济·霍贾佐达（1995年1月11日—），塔吉克斯坦男子柔道、克柔术和桑搏运动员，2018年亚洲运动会男子81公斤级克柔术银牌得主、2022年亚洲运动会男子73公斤级柔道铜牌得主。